# Pyrenulaceae
Pyrenulaceae is een familie van schimmels in de orde Pyrenulales. Het typegeslacht is Pyrenula. De familienaam is voor het eerst gepubliceerd de Duitse botanicus Gottlob Ludwig Rabenhorst in 1870. Soorten in de familie hebben een wijdverbreide verspreiding, maar komen vooral voor in de tropen, waar ze als korstmos groeien met groene algen op schors.

## Soorten
- Acrocordiella - 3 soorten
- Anthracothecium - 15 soorten
- Clypeopyrenis - 2 soorten
- Daruvedia - 1 soort
- Distopyrenis - 3 soorten
- Granulopyrenis - 6 soorten
- Lacrymospora - 1 soort
- Lithothelium - 18 soorten
- Mazaediothecium - 4 soorten
- Parapyrenis - 8 soorten
- Pyrenographa - 3 soorten
- Pyrenowilmsia - 1 soort
- Pyrenula - 180 soorten
- Pyrgillus - 10 soorten
- Sulcopyrenula - 5 soorten